# Cyril Raffaelli
Cyril Raffaelli (* 1. dubna 1974) je francouzský herec a choreograf. Začínal jako kaskadér ve filmech Double team, Muž se železnou maskou a Johanka z Arku. Významnou rolí se mu stal film Taxi, Taxi 2. Dál se propracoval na špičku s filmem Okrsek 13 který ho poslal do Hollywoodu. Tam ukázal své herecké schopnosti ve filmu Smrtonosná past 4.0.

## Filmografie
- Djinns (2010)
- Lidská bestie (2009)
- Okrsek 13: Ultimatum (2007)
- Smrtonosná past 4.0 (2007)
- Okrsek 13 (2004)
- Purpurové řeky 2: Andělé apokalypsy (2004)
- Asterix a Obelix: Mise Kleopatra (2002)
- Kurýr (2002)
- Mladý Casanova (TV film, 2002)
- Mortel transfert (2001)
- Polibek draka (2001)
- Taxi, taxi (2000)